# Balík příručního vědění
Balík příručního vědění (angl. stock of knowledge at hand) je sociologický pojem zavedený zakladatelem fenomenologické sociologie, sociologem a filozofem Alfredem Schützem. Balík příručního vědění označuje soubor vědomostí, poznatků, vzorců chování a myšlenkových procesů, jimiž disponuje každý jedinec v biograficky podmíněné situaci. Každému jedinci tento „příruční balík” pomáhá orientovat se v prostředí, v sociální realitě. Je založen na minulých vjemech a je akumulací předchozích zkušeností, které jsou později využity k dalšímu jednání. Jednotlivé poznatky „balíku příručního vědění” získáváme během dětství zejména během procesu tzv. socializace a upravujeme, doplňujeme a měníme ho během celého života. „Balík” je ze značné míry ovlivněn našim životním příběhem a ovlivňuje naše každodenní rozhodování, naše životní hodnoty a porozumění pojmům jako jsou například úspěch, spravedlnost, právo.

## Charakteristika
Jedná se o jakousi zásobu vědění, kterou máme neustále s sebou. Člověk ho získává sedimentovaným procesem prostřednictvím zkušeností, interakcí s druhými, poznáváním věcí kolem sebe, institucemi a hodnotovými soudy. Naše realita je souhrou biograficky podmíněných situací. Biograficky podmíněná situace znamená, že každý člověk je do života zasazen vlastním způsobem, který odpovídá neopakovatelnosti jeho vlastní identity, tuto situaci rozlišujeme ze sociálního (sociální status a sociální role), mravního a fyzického hlediska. Člověk díky tomu v takové situaci zažívá něco nového, ale v podstatě známého. S „balíkem“ souvisí i další pojem - typizace, tj. prostředky, díky kterým interpretujeme svět a orientujeme se v něm. Typizace jako součást balíku příručního vědění neslouží jako predikce dané situace, ale spíše jako očekávání, která jsou založená na předchozí podobné zkušenosti. Postupem času, tím jak procházíme životem, poznáváme více sociální realitu kolem sebe, lidské „balíčky” se mezi sebou více prolínají, a tím pádem jsme schopni si do určité míry navzájem porozumět.
Příklad
Pro lepší pochopení tohoto pojmu uvádí český sociolog Miloslav Petrusek následující příklad: „Do balíku příručního vědění tak patří vědění, kdy a koho máme pozdravit, na jakou barvu na semaforu přecházet křižovatku, jak podle piktogramů najít v metru toaletu, co udělat při ztrátě občanského průkazu, jak si objednat dovolenou, ale i jak na internetu najít určité informace, jak komunikovat pomocí mobilního telefonu atd. Na posledních dvou příkladech jasně vidíme, že „balík“ je nerovnoměrně rozdělen mimo jiné podle generací – zatímco z mladých lidí do 25 let používají internet téměř všichni, lidé starší 60 let jej používají jen asi v necelé desetině.“

## Historie
Ve filozofii se Alfred Schütz zabýval interpretativní teorií, zejména pak fenomenologií. Nechal se inspirovat prací filozofa Edmunda Husserla, zejména pak jeho kritikou přírodovědného objektivismu jako metodického postupu a jeho snahou uvést do kontextu úvah o vědě také subjekt, ego. Schütz čerpal z Husserlových poznatků pro vlastní práce. Oblast svých zájmů ve filozofii a sociologii propojil a založil tak nový směr – sociologickou fenomenologii. Sociální jevy podroboval fenomenologické analýze a zkoumal vztah mezi sociální realitou a vědomím. Došel k závěru, že obojí je propojeno a ovlivňuje se navzájem. Ústředním tématem jeho práce je pojem „Svět našeho života”, kterým se rozumí původní zkušenosti, na nichž je zakládáno naše jednání. Systematicky zkoumá tento „svět” z pohledu každodennosti. Jinými slovy, zabývá se každodenním “světem života” jedince (alltäglicher Lebenswelt). Svět našeho života je intersubjektivní (sdílený s ostatními) a je ovšem silně ovlivňován interakcí s druhými. Člověk žije svůj život ve společnosti druhých (mitmenschen). Lidské vědomí a společenská realita se navzájem prolínají, vědomí o sobě samém se formuje současně s představou o společenském bytí.
Termín „balík příručního vědění” poprvé Alfred Schütz popsal roku 1953 v odborném článku Common Sense and Scientific Interpretation of Human Action. V rámci jeho hledání odpovědi na ontologickou otázku Schütz charakterizuje jak z hlediska jedince, tak z hlediska intersubjektivity pojmy, týkající se životního světa (Lebenswelt). K těmto pojmům patří právě balík příručního vědění, typizace a biograficky podmíněná situace. Na Schützovy poznatky navazují další sociologové, např. Thomas Luckmann a Peter L. Berger, kteří mimo jiné pomocí i jeho poznatků sepsali knihu Sociální konstrukce reality, která je považována za pátou nejvýznamnější sociologickou knihu 20. století.